# Joachim Raabe
Joachim Raabe (* 1974 in Haiger) ist ein deutscher Kirchenmusiker, Komponist geistlicher Werke und Neuer Geistlicher Lieder.

## Leben
Raabe studierte von 1997 bis  2002 Kirchenmusik an der Hochschule für Musik in Detmold, war von 2002 bis 2004 hauptamtlicher Kirchenmusiker an der Pfarrei St. Peter und Paul in Villmar und Leiter der Jugendband „Tonspuren“ der Pfarrgemeinde Villmar. Von 2005 bis 2012 war Raabe Kirchenmusiker an der St. Bonifatius in Wirges, wohnt aber weiterhin in Haiger. Zudem war er bis 2013 Geschäftsführer des Arbeitskreises „Kirchenmusik und Jugendseelsorge im Bistum Limburg“.
Seit 2013 ist Joachim Raabe Mitglied des ökumenischen Vereins „inTAKT“ zur Förderung des Neuen geistlichen Liedes, Kunst, Kultur und Bildung. Für den Verein leitet Joachim Raabe Fortbildungen und komponiert neue Lieder.
Mehrere seiner Kompositionen haben den Weg ins Gotteslob (Limburger Regionalteil) gefunden. 
Er ist als Lehrer für Musik und Ethik am Johanneum Gymnasium Herborn tätig. 

## Werke
- 2007 Die Welt in 7 Tagen von Dietmar Fischenich (Text) und Joachim Raabe (Musik) Kindermusical 
  - Tohuwabohu CD (Memento vom 19. November 2012 im Webarchiv archive.today)
  - Lieder zu Texten von Eugen Eckert
  - Aus deiner Hand (Musik: Joachim Raabe)
  - Komm uns nahe, Gott
  - You’ll receive the power – Ihr empfangt die Kraft
- 2009 Farbigkeit steckt an Habakuk
- 2009 Weil der Himmel uns braucht hrsg. von Patrick Dehm und Joachim Raabe, Dehm Verlag, Lahn-Verlag, 320 S. ISBN 3-7840-3432-2